# Erik Josefsson (ishockeyspelare)
Erik Josefsson, född 18 februari 1987 i Gislaved, är en svensk professionell ishockeyspelare som spelar för Växjö Lakers Hockey i SHL. Från säsongen 2019/2020 var Josefsson kapten i Växjö Lakers Hockey.
Erik Josefsson var med i truppen när Växjö Lakers gick upp i dåvarande Elitserien 2011 från Hockeyallsvenskan.
Josefsson har även vunnit SM guld i ishockey fyra gånger med Växjö Lakers, 2015, 2018, 2021 och 2023. År 2018 tog sig Josefsson och Växjö till final i CHL men förlorade då med 2-0 mot finska JYP. 
Erik Josefsson startade sin proffskarriär i sin moderklubb Gislaved SK. Sedan gick han vidare till Växjö Lakers år 2008. Han tillbringade resten av sin karriär där och år 2023 lade han av.

## Klubbar
- Gislaveds SK, Moderklubb-2008
- Växjö Lakers Hockey, 2008-